# Ermengol II. (Urgell)

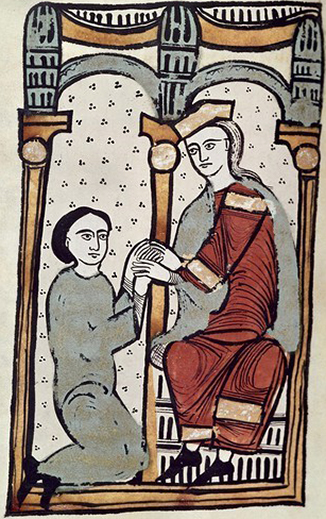
Ermengol II. von Urgell nimmt die Huldigung seines Vasallen Arnau Mir de Tost entgegen. Darstellung aus dem Liber feudorum maior, 12. Jahrhundert.

Ermengol II. der Pilger (katalanisch Ermengol el Pelegrí; † 1038/1039 in Jerusalem) war ein Graf von Urgell aus dem Haus Barcelona. Er war ein Sohn des Grafen Ermengol I. von Urgell († 1010).
Die ersten Jahre seiner Herrschaft hatte Ermengol II. vermutlich unter der Vormundschaft seines Onkels Raimund Borrell von Barcelona gestanden. Unter ihm setzte die territoriale Expansion der Grafschaft Urgell (Alt Urgell) nach Süden (Baix Urgell) gegen das Kalifat von Córdoba (al-Andalus) ein. Um das Jahr 1033/34 hatte er die Burg von Àger (Comarca Noguera) erobert, mit der er seinen Gefolgsmann Arnau Mir de Tost belieh. Nach mittelalterlichen Chroniken war Ermengol nach 28 Jahren der Herrschaft im Jahr 1038 während einer Pilgerreise in Jerusalem gestorben. Dagegen dokumentiert eine Urkunde der Abtei Sant Pere von Àger vom 12. Oktober 1039 den Verkauf der Burg Artesa durch Ermengol II. an Arnau Mir de Tost, weshalb ein Irrtum der erzählenden Chroniken betreffs des Sterbejahrs nicht auszuschließen ist.
Seine Frau Velasquita, die auch Constança genannt wurde (Belaschita que vocant Constancia), hatte für einige Zeit die Regentschaft in Urgell für ihren gemeinsamen Sohn Ermengol III. († 1065) übernommen.